# Hubert Sauper
Hubert Sauper, né le 27 juillet 1966 à Kitzbühel en Autriche, est un cinéaste, réalisateur de documentaires, scénariste, producteur et acteur autrichien, particulièrement connu pour son documentaire Le Cauchemar de Darwin (2004), nommé aux Oscars en 2006. Hubert Sauper a vécu au Royaume-Uni, en Italie et aux États-Unis avant de s'installer en France en 1994. Le réalisateur est célèbre pour ses documentaires à portée politique, tournée dans le style du cinéma direct. Il est maintenant reconnu mondialement pour l'esthétique et le propos de ses films. Son film Le Cauchemar de Darwin a été nommé dans la catégorie « Meilleur documentaire » aux Oscars et a reçu plus de 50 prix dans des festivals à l'international. Ses deux derniers documentaires ont reçu douze prix internationaux.
Il a également joué dans plusieurs courts-métrages et dans deux longs-métrages : In The Circle Of The Iris, réalisé par Peter Patzak, (avec Philippe Léotard), et dans Blue Distance, réalisé par Peter Schreiner.
Hubert Sauper est aussi membre de l'Académie des arts et des sciences du cinéma, de l'Académie européenne du cinéma et de l'Académie française du cinéma.
Il a enseigné en tant qu'intervenant à Harvard, Yale, l'UCLA, l'université de Columbia, l'université du Colorado, l'université de Caracas, l'université de la Havane, la FEMIS, l'École Internationale de Cinéma de Moscou, l'université d'Istanbul et à la Southern Mediterranean Cinema School.

## Enfance et jeunesse
Hubert Sauper est né et a grandi dans les Alpes Tyroliennes en Autriche en 1966 dans l’hôtel tenu par ses parents. Son père Anton Hubertus Sauper, est écrivain et peintre. Sa mère, Maria, est une chanteuse passionnée, qui s'implique également parfois dans des missions humanitaires dans les Balkans. Sauper a passé sa vie d'adulte en Italie, puis en Californie du Sud, en Angleterre, en Tanzanie, au Zaire (actuel Congo), au Soudan et au Soudan du Sud. Il vit depuis 1995 en France, entre Paris et la Bourgogne.

## Formation
Hubert Sauper a étudié la photographie aux Etats-Unis, avant d'étudier la réalisation à l'Université des Beaux-Arts de Vienne puis à la Sorbonne à Paris. Il a aussi assisté aux cours de la FEMIS lors de son échange ERASMUS. Sa thèse, publiée à Vienne, s'intitulait "Le Film comme testament", s'appuyant sur les trois derniers films des réalisateurs Cyril Collard, Andrey Tarkovsky et Joris Ivens ("Die Verdichtung"). Sauper a été diplômé de son école de cinéma avec une mention spéciale du Jury.

## Prix et récompenses
| Titre                            | Année | Prix et Nominations | Hors Compétition |
| -------------------------------- | ----- | --- | --- |
| Loin du Rwanda (Kisangani Diary) | 1998  | Remporté – Grand Prix du Meilleur Film au Cinéma du Réel (Paris, 1998) Remporté – "Centaur 98" du Meilleur Film Documentaire (St.Petersbourg, 1998) Remporté – Prix du meilleur documentaire à la NY Film Expo (New York, 1999) Remporté – Prix Don Quihote Kraków, 1998) Remporté – 2nde place du One World Media Award (Londres) Remporté – le Prix du meilleur film des Droits de l'Homme (Nurnberg) Remporté – 48th International Film Festival Forum of Young Cinema (Berlin) Remporté – Mention Spéciale du Jury (Montevideo) Remporté – Prix spécial du Jury (Karlovy Vary, 1998) Remporté – Grand prix de l'International Humanitarian (Geneva, New York, Los Angeles) | |
| Darwin's Nightmare               | 2005  | Nommé - Oscar du Meilleur Documentaire (US, 2005) Remporté – Cesar du Meilleur Documentaire (France, 2005) Remporté – Label Europa Cinéma - Festival International du Film (Venise) Remporté – Prix du cinéma Européen du meilleur documentaire (2004) "Prix Arte" Remporté – Prix du meilleur film documentaire à l'IDFA, Festival International du Film d'Amsterdam Remporté – Prix du Meilleur Film à Copenhague Dox (2004) Remporté –Prix du Public pour le Meilleur Documentaire à Belfort (2005) Remporté – Grand Prix du Jury aux Premiers Plans d'Angers (2005) Remporté – Prix du Meilleur Documentaire du Festival de Cinéma Contemporain de Mexico (2005) Remporté – Prix du Meilleur documentaire du Festival international de Fribourg (2005) Remporté – Prix du Meilleur Film du festival de l'Environnement à Paris (2005) Remporté – Festival Amnesty International d'Amsterdam (2005) Remporté – Grand Prix du Jury du meilleur film Documentaire du Festival de Chicago (2005) Remporté –Prix du Public du Festival International de Thessalonique (2005) Remporté – Prix du documentaire au Festival international d'Oslo (Norvège, 2005) Remporté – (San Francisco, 2005) Remporté – Grand Prix du Jury Silverdocs (US, 2005) Remporté – Prix du meilleur documentaire Docaviv (2005) | San Sebastian International Film Festival (Zabaltegi, 2004) Oslo International Film Festival (2004) La Havana Latino-americano Fest (2004) Hof (2004) London International Film Festival (2004) Sheffield Documentary Tour (2004) Toronto International Film Festival Real to Reel (2004) Helsinki Documentary Film Festival (2005) Göteborg International Film Festival (2005) Ljubljana Documentary Film Festival (2005) Vilnius International Film Festival (2005) New Directors/New Films Festival (2005) European Film Showcase (2005) South America Documentary tour Buenos Aires BAFICI (2005) Istanbul International Film Festival (2005) Jeonju, Korea International Film Festival (2005) Warsaw Poland Documentary Review (2005) BAM Cinematek (2005) Karlovy Vary International Film Festival (2005) New Zealand International Film Festival (2005) Sarajevo Film Festival (2005) São Paulo International Film Festival (2005) |

## Filmographie
- 1988 : Wer fürchtet sich vorm schwarzen Mann
- 1989 : Era Max
- 1990 : Piraten in Österreich
- 1990 : Der Blasi
- 1993 : J'ai le plaisir de vous présenter… l'Autriche (Ich habe die angenehme Aufgabe ou On the Road with Emil)
- 1994 : Also schlafwandle ich am hellichten Tage
- 1997 : Loin du Rwanda (Kisangany Diary)
- 2001 : Seules avec nos histoires
- 2004 : Le Cauchemar de Darwin (Darwin's Nightmare), récompensé de multiples fois
- 2014 : Nous venons en amis
- 2020 : Epicentro (en)